# بژزنو (استان لهستان بزرگ‌تر)
بژزنو (به لهستانی:  Brzezno) یک روستا در لهستان است که در گمینا کاژمیژ واقع شده‌است. بژزنو ۵۴۰ نفر جمعیت دارد.